# Societas Urielis

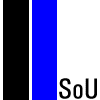
Societas Urielis

Die Societas Urielis (lat.; deutsch Gesellschaft Uriels, Kurzform: SoU oder SU) entstand 2005 aus dem Zusammenschluss der beiden katholischen Laienvereinigungen Katholischen Glaubensgemeinschaft Saarbrücken (1984–2005) und der Laienbruderschaft OGFU (Abk. f. Ordo nova militia gladii fraternitas equitum sancti urielis archangeli, seit 2002 reduziert auf Ordo gladii fraternitas sancti urielis archangeli; 2000–2005). Es handelt sich um einen klassischen Verein mit internationalen Kontakten und Wirkungskreis, im Einklang mit dem Apostolicam actuositatem und II. Vaticanum. Der Name greift dabei Aspekte der beiden Laienvereinigungen auf: mit societas den Gemeinschaftsaspekt und mit Uriel den ausgeprägten Afrikabezug.
Einer der zentralen, selbstgesteckten Aufgabenbereiche gem. den Statuten ist die Missionierungsarbeit in Deutschland. Dabei ist die SoU eine der wenigen deutschen Laienorganisationen und mit Stand 2008 eine von nur zwei katholisch geprägten unabhängigen Organisationen, die sich nicht vordringlich um die Missionierung außerhalb, sondern vielmehr innerhalb Deutschlands bemühen. Ausgehend von der Maxime, dass „die apostolische Tätigkeit Nähe zwischen den Menschen und Kenntnisse der Probleme und Wünsche der anzusprechenden Menschen benötigt“, setzt sie, im Gegensatz zu traditionellen kirchlichen Einrichtungen, nicht auf eine große zentral geleitete Organisationsform mit überregionalen Werbemaßnahmen, sondern auf regionale Präsenz durch unterschiedliche Aktivitäten der einzelnen SoU-Gruppen. Dabei besteht die Arbeit auch aus Gemeinschaftsprojekten mit Bildungsträgern und Kirchengemeinden.
Die Societas beabsichtigte ursprünglich bis 2016 den Wandel von einer studentisch-religiösen Gemeinschaft innerhalb der katholischen Kirche hin zu einer Gemeinschaft der katholischen Kirche vollzogen zu haben. Dieses Ziel wurde auf dem Konvent in 2013 auf unbestimmte Zeit ausgesetzt, da man die papsttreue Haltung und die bischöfliche Lehrmeinung teils in Konkurrenz sah. Diese Mehrheitsentscheidung führte zu einer kleinen Zäsur, da mehrere Mitglieder die Gemeinschaft in der Folgezeit verließen. „Auf dem Gesamtkonvent 2019 wurde diese Entscheidung nochmals kritisch hinterfragt und der mehrheitliche Beschluss gefasst die Fortsetzung des Anerkennungsprozesses neu zu prüfen.“

## Struktur und Mitgliedschaft
Die Societas Urielis ist teils als Brüdergemeinschaft und teils als offener Verein organisiert. Dabei sehen die Statuten der Societas keinen großen institutionellen Handlungs- und Verwaltungsapparat vor. Sie setzt maßgeblich auf einen Multiplikatoreffekt in den selbstgesteckten Tätigkeitsbereichen.
Verwaltungstechnisch besteht sie aus dem Kapitel und den regionalen Commendaturae. Letzteren sind die kooperierende und korrespondierende Mitglieder unter dem Begriff Auxiliares zugeordnet. Alle Ämter und Positionen sind ehrenamtlich. Die Entscheidungsprozesse findet basisdemokratisch auf den Regionalkonventen sowie dem Gesamtkonvent statt. Jede Gruppe oder Person, die der SoU beitritt, geht eine vertragliche Verpflichtung mit dem Kapitel ein, wobei diese vor allem die Verwendung von Namen, Regularien und das Auftreten für die Gemeinschaft regelt.
Die mit Stand 2020 mitgliederstärksten der insg. sechs Commendaturae bestehen in Köln-Düsseldorf (Nordrhein-Westfalen) und Berlin (Metropolregion Berlin/Brandenburg). Dabei ist es Usus die lateinischen Namen hinter den Begriff Commendatura zu setzen.
Als Vollmitglieder, i. S. v. ordentliche Mitgliedschaften, können der Societas laut dem Codex Societatis „erwachsene Katholiken jeglichen Alters, Berufes, Bildungsstandes oder Geschlechtes angehören“. Gehören sie dem katholischen Klerus an, gelten sie als natürliche Mitglieder. Als Auxiliares, korrespondierende und kooperierende Mitgliedschaften, können Nichtkatholiken und Angehörige anderer Religionen der Gemeinschaft angehören und sich projektbezogen einbringen. Diese Öffnung ist der apostolischen Tätigkeit in einem multikulturellen wie auch -religiösem Umfeld geschuldet. Was sich auch an der Aussage „Denn erst durch den Dialog miteinander, kann die Lehre und Gnade Gottes von allen erkannt werden.“ und der Gründung der Arbeitsgemeinschaft Forum Theologie in 2014 festmachen lässt.
Die Societas kennt seit 2009 weder eine aktive Mitgliederwerbung noch einen aktiven Beitritt. Nach einer Kennenlernphase wird ein Neumitglied vorgeschlagen und beginnt nach Zustimmung des Konventes ein dreijähriges Postulat. In dieser Zeit werden die angehenden Neumitglieder als Numeri geführt. Die aktive Verlangsamung des Wachstums soll die Homogenität der Gemeinschaft wahren und die persönliche Ebene stärken.
Mit Stand 2020 weist die Societas rund 500 ordentliche Mitgliedschaften bundesweit aus. Eine differenziertere Aufschlüsselung ergibt sich aus der Anfrage in 2008 – Gebetsgemeinschaften 362, aktive Mitgliedschaften 102, Auxiliares 441 Mitglieder – und Veröffentlichungen, wie die der Commendatura Wadegotia in 2007: Numeri (34), Kamerun (12), Elfenbeinküste (2), Kongo (22), Indien (3).

## Ziele der Societas
Das generelle Ziel, mit verschiedenen Varianten, ist die Umsetzung der apostolischen Tätigkeit der Gläubigen als Gruppe im Einklang mit dem 2. Vatikanischen Konzil. Dabei stellt die Gemeinschaft selbst fest, dass sie einzig der katholischen Kirchenlehre folgt und diese verbreitet. Aber sie die Freiheit und den bestehenden Pluralismus in allen Bereichen, in denen durch die Kirche die Katholiken nicht auf etwas Bestimmtes festgelegt werden, nutzt und fördert. Besondere Betonung besitzt die Papsttreue.
Abgesehen von den Arbeitskreisen Christen in Not und Forum Theologie kann man die Tätigkeitsbereiche wie folgt untergliedern:
Bereich Theologische Ausbildung der Mitglieder als Grundlage der apostolischen Tätigkeit
Da eine umfassende theologische Ausbildung Grundlage einer jeder Missionsarbeit darstellt, wie man der Präambel der Statuten entnehmen kann, bietet die SoU ihren Mitgliedern zahlreiche Unterstützungsangebote, finanzieller und persönlicher Art, und Weiterbildungsmöglichkeiten an. Gleichzeitig stehen aber auch eine Reihe von Veranstaltungen der breiten Öffentlichkeit kostenlos zum Besuch frei, da „Glaubensfestigung in der Regel leichter ist, als die Arbeit Menschen zum katholischen Glauben hinzuführen“, wie Diakon P. Oranuba in der Eröffnungsrede der Akademie in Fulda erklärte. Aus diesen Gründen gewährt die SoU grundsätzlich Unterstützung beim Theologiestudium von Mitgliedern sowie von Mitgliedern, die sich zum Dienst in der Kirche berufen fühlen bzw. regt Mitglieder zur Aufnahme eines Studiums an. Der Prozess der Weiterbildung dauert für Mitglieder, den Impulsen des Zweiten Vatikanischen Konzils zur „formatio continua“ entsprechend, ein Leben lang.
Bereich Aktive Teilnahme am Missionierungsprozess in Deutschland
Die Societas ist in Form von Akademien, Symposien und kostenlosen Lehrveranstaltungen, der Ausrichtung von Bibelkreisen und Gebetsgemeinschaften, der Bereitstellung von kostenlosen Lern- und Lehrmaterialien (siehe Open-Source-Projektierungen) sowie zahlreichen regional-bezogenen Tätigkeiten (siehe Handapparate der Bibliothek, siehe Gedenkwanderungen) aktiv. Neben kommerziellen Angeboten, deren Erlös in die Spendenaktionen der SoU fließen, bietet sie eine Reihe von regelmäßig stattfindenden, kostenlosen Kursen und Seminaren, unter dem Motto „Missionierung in Deutschland“ in den drei größten Commendaturae an. Die Bibelkreise werden hierbei nicht mitgezählt.
Bereich Afrikahilfe
Die Societas führte den Bereich Afrikahilfe der Laienbruderschaft nach ihrer Gründung fort. Von 1991 bis 2006 wurden primär Projekte an der Elfenbeinküste, in Ghana und Kamerun in Kooperation mit einem befreundeten Verein unterstützt. Von 2007 bis 2014 setzte sie 27 Projekte in sechs afrikanischen Staaten in eigener Regie um. Je nach Projekt besteht die Förderung dabei durch Bereitstellung von Sach-, Geldspenden und / oder aktiver personeller Hilfe vor Ort. Primärziel ist stets die Förderung der Hilfe zur Selbsthilfe.

## Open-Source-Projekte
Die Bereitstellung von theologischen Texten, sei es für das Studium oder die eigene Vertiefung des Wissens in Glaubensfragen, zählt mit zu den wichtigsten Punkten für die Societas. Dabei ist ein erheblicher Teil entweder als Online-Versionen oder als Nachschlagewerke in einer der Präsenzmediatheken in Berlin und Köln auch für Nichtmitglieder, verfügbar. Alle Commendaturae sind angehalten eigene theologische Handapparate vor Ort bereitzustellen.
Zu den mobilen Open-Source-Versionen, die auf verschiedenen Downloadplattformen vorgehalten werden, gehören die Edda (R4.9), der Codex Iuris Canonici mit Bemerkungen (R19.1), das Buch Enoch (R5.7), des Koran in mehreren Übersetzungen sowie die rein windowsbasierten Latein- und Koine-Lernprogramme (R7, R13). Das Bibelatlas-Projekt wurde von 2008 bis 2014 aktiv erstellt und gepflegt. Es gilt seit 2014 als abgeschlossen. Eine generelle Ausweisung als Entwicklungen der Societas wird seit 2008 angeregt, vorher wurden rein die Namen der jeweiligen Autoren und Entwickler genannt. So wies die Webfassung des Korans den Autorennamen und erst seit 2020 auch das Logo auf. Die kostenlos zu beziehenden mobilen Versionen stellen nach eigenen Angaben mit rund 900.000 Downloads das erfolgreichste plattformbasierte Projekt dar, wobei die Webfassungen der Bibel und des Korans mit Blick auf die Nutzerzahlen deutlich besser abschneiden.

## Gedenkwanderungen
„Auf dem Weg zum Wendelinus“ lautet das Motto am 19. Oktober seit 2001. Bis 2006 jährlich, bis 2015 alle drei Jahre, mit Stand 2020 alle vier Jahre. Der Weg beginnt am 19. Oktober in Saarlouis, vorher in Wadgassen und endet jeweils am 20. Oktober an der Wendalinusbasilika in St. Wendel, Saarland. Eingeladen, den Weg mitzubeschreiten, sind alle Katholiken, Freunde und Mitglieder. Die Höchstzahl der Teilnehmer wurde 2012 mit 72 Personen erreicht, womit das bis dato beste Jahr 2004 leicht übertroffen wurde. Die Wegstrecke entspricht dem Pilgerweg des 19. Jhd., umfasst rund 54 km und ist damit recht anspruchsvoll. Kranken und Senioren wird angeraten, erst ab Illingen hinzuzustoßen. Der „Weg zum Wendelinus“ stellt zum einen eine Pilgerwanderung dar, zum anderen eine Erinnerung an die ersten beiden Commendaturae der Societas: Wadegotia und Wendelina.
Der „Urielweg“ fand von 2003 bis 2013 in ungeraden Jahren jeweils am 8. November statt. Die Wanderung am Gedenktag Uriels stand dabei jedem offen. Stationen des Weges waren die jeweiligen Katholischen Kirchen in Wadgassen, Lisdorf, Ensdorf, Bous. Den Abschluss bildete meist eine gemeinsame Messe.
Seit 2016 wurde der Urielweg zugunsten der Teilnahme an offiziellen Pilgerwanderungen aufgegeben.

## Regelmäßige Aktivitäten in Deutschland
- Durchführung der beiden Jahreskonvente mit wechselndem Ausrichtungsort[34][35]
- Durchführung von Regionalkonventen und offenen Akademien[36]
- Aufbau und Unterhalt der Handapperate „Römisch-Katholische Theologie“, „Evangelische Theologie“, „Buddhismus“, „Islam“ und „Naturreligionen“ in der öffentlichen Gemeinschaftsmediathek in Wadgassen[37][38]; Wechsel in 2007 nach Köln, ergänzt ab 2016 durch den Standort Berlin. Zur Vorhaltung von theologischen Handapparaten sind aber laut eigener Aussage alle Standorte angehalten.[17]
- Zusammenarbeit im Fernprogramm der St. Patricks Bibleschool mit Vor-Ort-Begleitkursen; Projekt von 2005–2009.
- Durchführung der regelmäßig stattfindenden und kostenlosen Bibelkreise in Berlin, Köln und Saarlouis[39].
- Regelmäßige Unternehmungen nach Köln zu diversen Muttersprachlichen Seelsorgestellen des Erzbistums zur Vertiefung der Kenntnisse der Ausprägung der römisch-katholischen Kirche in anderen Ländern, meist mit abschließender Teilnahme an der Messe im Kölner Dom.
- Kostenlose Vorträge zu unterschiedlichen Glaubensgebieten seit 2003 – meist in Kooperation mit örtlichen Kirchengemeinden und Institutionen wie z. B. Volkshochschulen. Pro Jahr werden 500–600 UE verzeichnet.[40][41]

## Gebetsgemeinschaft und Forum Theologie
Aus dem ursprünglichen „Katholischen Gemeinschaftskreis Saarbrücken“ wurde von der Societas der Bereich Gebetsgemeinschaft übernommen, fortgeführt und thematisch ausgeweitet. Neben Bibelbesprechung und -exegese leistet sie Beistand in Notzeiten und zeigt den gemeinsamen Glauben nach außen. Die Themen interkonfessioneller und interreligiöser Dialog werden in der Gebetsgemeinschaft aus dogmatischer Sicht behandelt, sind aber primär dem Forum Theologie im Rahmen einer theologischen Behandlung zugeordnet.
Mit dem Projekt „Pädophilie Opfer und Täter“ sollte die „die den Ruf der Kirche Gottes schädigende und die Arbeit der SoU erschwerende Wirkung“ abgemildert werden.
Das Projekt bestand ursprünglich aus einem jährlichen Gedenktag am 9. Dezember, also dem Tag an dem das US-amerikanische Bistum Spokane, auf Grund hoher Regresszahlungen durch mehrere hunderte verlorener Missbrauchs-Prozesse Konkurs anmelden musste, sowie der ständigen Fürbittenseite Wir bitten für. Die öffentliche Fürbittenseite wurde mit Umsetzung der EU-DSGVO eingestellt, die Fürbitten an die Gebetsgemeinschaft übertragen. Der traditionelle Gedenkflyer am 9. Dezember wird mit Stand 2020 weiterhin veröffentlicht.

## Publikationen
Seit 2000 erscheint die Zeitschrift „Impavidi progrediamur“, bei Literaturangaben mit Ip abgekürzt, einmal jährlich im Eigenverlag. Sie weist mit Stand 2020 eine Printmedienauflage von 9.000 und eine E-Paper-Auflage von rund 12.000 Exemplaren auf. Thematisch greift sie interessante interne wie externe Themen des laufenden Jahres nochmals auf und gibt Ausblicke auf das anstehende Jahr. Verteilungsgebiet der Printmedienauflage im internen Verteiler 5.731, freie Exemplare 3.269 zur Verteilung durch die Commendaturae. Die E-Paper-Ausgaben gehen den Abonnenten per E-Mail zu.
Neben der jährlich erscheinenden Zeitschrift unterstützt die Societas ihre Mitglieder bei Publikationen in den Bereichen Lektorat und Vertrieb. Das Hauptaugenmerk liegt aber bei Publikationen im „Erhalt der Materialien der jährlichen Akademien.“ Hierzu werden Sammlungen erstellt und in den Commendaturae vorgehalten, wobei eine aktuelle Übersicht online abgerufen werden kann.

## Leiter und Praetoren

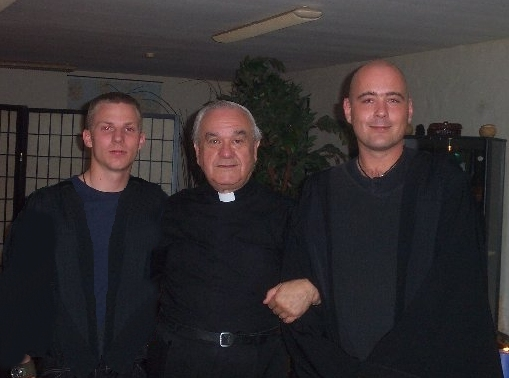
Investitur des späteren Praetor Ordinis Daniel Latz sowie des damaligen Legaten Andreas Neumann durch Prälat Edmund Dillinger, 2000

In der folgenden Aufzählung wird die Zugehörigkeit durch folgende Kürzel gekennzeichnet: Gemeinschaftskreis (G), OGFU (O), Societas Urielis (S).
Vor der Fusion:
- 1984–1992: Leiter Pfarrer Bruno Hoss (G)
- 1992–1993: Provisorischer Leiter Peter Melchior (G)
- 1993–2000: Leiter Pfarrer Hermann Burger (G)

Nach der Fusion:
- 2000–2001: Vorsteher der OGFU Daniel Latz (O)
- 2002–2004: Praetor Ordinis Daniel Latz (O)
- seit 2004: Praetor Ordinis Daniel Latz (O, S)

## Ehrenmitgliedschaften
- Ama, Jean-Baptiste († 29. Februar 2004), Bischof, Ebolowa-Kribi  (Kamerun)
- Ochiaga, Gregory, Bischof, Orlu (Nigeria), Protektor der Societas seit 2001
- Dillinger, Edmund, Prälat und Ehrendomherr, Altenkessel (Deutschland)
- Lorenzi, A., Pfarrer, Köln (Deutschland)
- Mathes, Mike, Künstler, Saarlouis (Deutschland)[46]
- Lavin, Marion, Sektenforscher, NY (USA)

2007 wurden den ehemaligen Leitern der Katholischen Glaubensgemeinschaft und Gebetskreises Saarbrücken, teils posthum, zugesprochen.

## Fahne, Zirkel und Wappen
Die Fahnengestaltung ist hochkant, weiß, von Innen ein schwarzes vom blauen Feld getrennter (1/4,1/4) Streifen iHdF. Die Buchstaben SoU tragen nur Fahnen am Austragungsort des jährlichen Gesamtkonventes.
Mit Stand 2020 werden innerhalb der Societas Urielis nur noch die vereinfachte klassische Zirkel-Variante mit den Buchstaben SoU und die vereinfachte Form SU geführt. Die letztgenannte Form bildet auch das moderne Logo. Alle drei Zirkelvarianten, abgebildet sind hier die beiden klassischen Varianten, finden meist bei Unterzeichnung von Dokumenten und Urkunden Verwendung und weisen auf die Verbindungshistorie einiger Gründungsmitglieder hin.
Die Blasonierung des geänderten Wappens, wie sie am 1. Dezember 2006 in der Offenen Wappenrolle SaarLorLux aufgenommen worden ist. Genutzt wurde die englische Blasonierungsvariante.
- Schild: Schwarz-Blau geteilt durch schräglinken Wellenbalken in Silber
- Helmwulst: Schwarz durchgängig
- Helmdecke: Silber-Schwarz, schwarz ohne Unterteilung im Band
- Helmzier: wachsender silberner Bär, die blaue Rose haltend

2017 wurde entschieden, das Wappen nur noch in begründeten Fällen zu führen.

## Leitspruch
Der Leitspruch der Societas Urielis wurde vom OGFU übernommen, 2017 nochmals bestätigt und lautet „impavidi progrediamur“; lat.,dt. unerschrocken vorwärts. „Dieser steht einmal für das Einstehen der Mitglieder zu den Glaubenslehren des Papstes und der römisch-katholischen Kirche, andererseits für das Einstehen der Mitglieder zueinander“.